# 燃えよ虫拳
燃えよ虫拳（もえよむしけん）は、架空の拳法「虫拳」を通じ昆虫の生態を描く演劇作品である（全12話）。

## 概要
師範と弟子のコントとビデオ映像により、昆虫の生態を紹介する作品。「虫拳」とあるが実際には格闘シーンは全くなく、作品冒頭に技がシルエットで登場するのみである。

## 登場人物
師範
- 相川裕滋

「虫拳」の道場を構える師範。黒い道着を着ている。痩せて目がぎょろりとした風体で一見強そうではないが、気難しく師範としての気位は高く威厳がある。物分りの悪い弟子に手を焼き、「虫拳」の基本となる昆虫の生態をビデオ映像で詳しく解説する。
弟子
- 山﨑秀樹

「虫拳」の道場で修行する弟子。白い道着を着ている。体格が良く格闘家の風体であるが、いつも師範の怪しい術で軽くあしらわれてしまう。「試合には出ない」「試合で勝ったことはない」という師範を訝しく想いつつも、師範の卓越した昆虫知識に感銘し修行を続ける。
師範の弟（第十話　強敵スパイダー）
- 相川裕滋

短髪の師範とそっくりな長髪の男。師範の弟と言い「虫拳・芥川流」を名乗る。「虫拳・芥川流」は蜘蛛の動作を基本としており、蜘蛛には昆虫にはない優れた技があるとして、弟子を挑発する。

## 製作・著作
- 科学技術振興機構